# Protezione CBRN
Il termine protezione CBRN, conosciuta in passato come protezione NBC, indica, nella terminologia militare, l'insieme di accorgimenti studiati per limitare l'impatto sulle proprie forze di agenti aggressivi lanciati dal nemico nella guerra CBRN (chimica, biologica, radiologica, nucleare). Si tratta, nella sostanza, di tute, maschere e filtri d'aria che proteggono uomini e mezzi dalle infiltrazioni di gas, agenti batteriologici e particelle radioattive.

## Descrizione

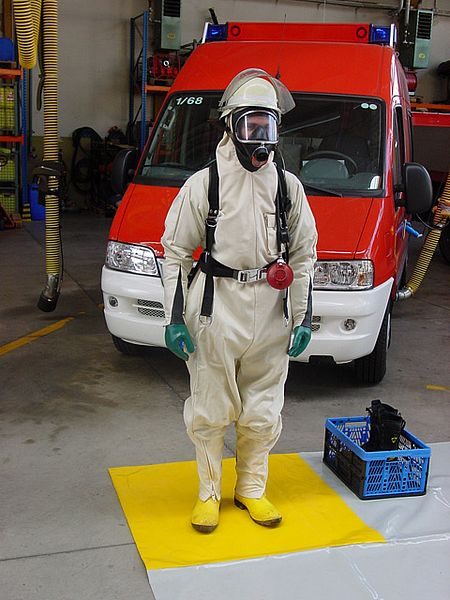
Protezione in zona contaminata di un pompiere tedesco.

Sebbene la guerra attraverso strumenti non convenzionali sia antecedente alla seconda guerra mondiale (per esempio, era pratica comune in molti assedi antichi catapultare all'interno dei bastioni topi, carogne di animali ed altre potenziali fonti di pestilenza e malattie epidemiche), la realtà di questi armamenti - in tempi moderni - ha imposto, dopo il 1945 la ricerca di protezioni quanto più complete possibili per truppe terrestri e, in seguito, anche per le unità navali. Queste ultime, in quanto meno vulnerabili a tali azioni (il mare non ha una superficie tipicamente infettabile e fissa, come nel caso del terreno) sono rimaste fino a tempi recenti spesso prive di cittadella NBC, ovvero di una zona di operazioni e abitabilità in cui impianti di filtraggio aria garantiscono la difesa da simili minacce. 
Un esempio di come reparti militari terrestri e aerei siano stati attrezzati per attraversare zone contaminate in epoca moderna si è avuta nel 1986 col disastro nucleare di Černobyl'.
Per i mezzi terrestri la situazione è diventata tale da imporre evoluzioni importanti, come l'abbandono di veicoli da fanteria senza protezioni superiori, come i semicingolati statunitensi e i BTR-50 e 60 di primo modello, puntando su una protezione migliore anche rispetto a tali attacchi.
Inoltre, tute integrali sono state ideate per rendere possibile alle fanterie di operare in territori contaminati anche esternamente ai veicoli. Riguardo a questi ultimi, un impianto di filtraggio è stato sistemato come dotazione praticamente standard per carri armati e blindati di fanteria. Per esempio, mentre i carri come il Centurion o il T-54 non avevano inizialmente tale sistema, i successivi Chieftain e T-62 ne sono stati dotati subito come apparato standard.
Il funzionamento di questi sistemi comprende anche una certa sovrapressione che viene generata all'interno del veicolo, in maniera che non entri altra aria al di fuori di quella passata nei filtri del sistema NBC (i portelli devono restare chiusi per un funzionamento efficace).
Il dispiegamento delle armi chimiche, nucleari e biologiche ha conosciuto un costante incremento nel tempo, ma i trattati di controllo internazionali che si sono susseguiti nel tempo hanno fatto sì che l'unico loro utilizzo, per quanto noto, è quello fatto dall'Iraq nella guerra contro l'Iran e le popolazioni curde durante gli anni ottanta. Le ragioni di tale impiego erano prevalentemente legate al tipo di obiettivi: nel caso degli iraniani, tale impiego era dato dalle masse di loro fanti leggeri abitualmente schierate sui campi di battaglia (l'Iran era tre volte superiore per popolazione rispetto all'Iraq, ma difettava di equipaggiamenti moderni per i propri soldati). Contro i curdi si trattò invece assai spesso di azioni di rappresaglia sulla popolazione civile dei centri abitati.
Altre situazioni, come l'uso dei defolianti in Vietnam (Agent Orange) non sono mai state considerate come violazione dei divieti di uso di armamenti chimici.